# Rachel Arnold
Pour les articles homonymes, voir Arnold.
Rachel Arnold, née le 16 avril 1996 à Kuala Lumpur, est une joueuse professionnelle de squash représentant la Malaisie. Elle atteint en décembre 2024 la 17e place mondiale sur le circuit international, son meilleur classement.

## Biographie
Elle naît dans une famille de joueurs de squash avec son père Raymond Arnold, multiple fois champion de Malaisie et entraîneur de l'équipe de Malaisie. Sa sœur Delia Arnold, de dix ans son aînée, est également joueuse professionnelle de squash. En 2023, elle obtient son meilleur résultat en atteignant la finale de l'Open de Malaisie, catégorie Bronze PSA disputé dans sa ville natale.

## Palmarès

### Titres
- Open de Chine : 2024
- Open de Malaisie : 2019
- Championnats d'Asie par équipes : 2 titres (2016, 2021)

### Finales
- Squash on Fire Open 2025
- Open de Malaisie : 2023
- Championnats d'Asie : 2 finales (2021,2025)
- Championnats d'Asie par équipes : 2022